# عبد الباسط يونس
عبد الباسط يونس (1928 - 2000 م) هو صحفي و أديب، من أهل الموصل.
هو عبد الباسط يونس رجب البدراني. ولد سنة 1347 هـ / 1928 م في محلة باب لكَش بالموصل ودرس بالكُتاب على «الملا علي» ، انتقل مع والده إلى بغداد وسكن الاعظمية وانهى دراسته الابتدائية فيها عام 1941 م. رجع إلى الموصل سنة 1945 م وعمل بالصحافة وأنشأ وساهم بعدة جرائد منها: جريدة «الفجر» ، «المثال» ، «العاصفة» ، «وحي القلم». توفي في الموصل سنة 2000 م.